# Ann Elefalk
Ann-Britt Maria Elefalk, född 11 januari 1927 i Oscars församling, död 4 januari 1994 i Hägersten, var en svensk idrottsledare, bandyspelare och bandytränare.
År 1969 blev Ann Elefalk damkonsulent på Svenska Bandyförbundet, en post hon kom att inneha i 22 år. Hon reste runt i skolorna i Sverige och propagerade för damernas bandyspelande..
Hon var även första förbundskaptenen för Sveriges damlandslag i bandy . Hon ledde även IK Götas damlag i bandy, under lagets storhetstid, och var där aktiv både som spelare och tränare.
46 år gammal blev hon 1973 svensk mästarinna med IK Göta, då de besegrade Katrineholms SK i SM-finalen som spelades i Västerås. Hon spelade sin sista match för klubben 1993, 66 år gammal .
1979 erhöll hon Stockholms Stads utmärkelse Sankt Eriksmedaljen  för sina insatser inom idrotten, och var med denna utmärkelse första idrottsledaren som erhållit denna.
2014 blev hon, som första kvinna, och som 17:e medlem, invald i Svensk Bandy Hall of Fame.
Swedish Alliance for Women in Sport, Girls in Sport, GIH samt Handelshögskolan gav 2017 postumt Ann Elefalk epitetet Förebild in svensk idrott, med motiveringen: "Ann Elefalk stred för flickors rätt att spela bandy. Hon erhöll S:t Eriksmedaljen som första idrottsledare. Hennes paroll var: "Bandy för dej - som är tjej!" "